# Болгар (городское поселение)
Городско́е поселе́ние го́род Бо́лгар — муниципальное образование в Спасском районе Татарстана Российской Федерации.
Административный центр — город Болгар.

## История
Статус и границы городского поселения установлены Законом Республики Татарстан от 31 января 2005 года № 40-ЗРТ «Об установлении границ территорий и статусе муниципального образования "Спасский муниципальный район" и муниципальных образований в его составе».

## Население
| 2010  | 2011  | 2012  | 2013  | 2014  | 2015  | 2016  |
| ----- | ----- | ----- | ----- | ----- | ----- | ----- |
| 8841  | ↘8828 | ↘8804 | ↘8797 | ↘8789 | ↘8725 | ↗8742 |
| 2017  | 2018  | 2021  |       |       |       |       |
| ↗8750 | ↘8655 | ↘8311 |       |       |       |       |

## Состав городского поселения
| № | Населённый пункт | Тип населённого пункта        | Население |
| - | ---------------- | ----------------------------- | --------- |
| 1 | Болгар           | город, административный центр | ↗8285     |
| 2 | Болгары          | село                          | ↘26       |